# Praia da Tabatinga
Praia da Tabatinga é uma praia localizada a 18 km do centro de Caraguatatuba, faz divisa com o município de Ubatuba.
Na praia da Tabatinga está situado o condomínio Costa Verde, onde a maioria dos moradores possuem alto poder aquisitivo. No local há luxuosas casas à beira da praia e uma infraestrutura com quadras de tênis, uma quadra poliesportiva, academia e ambulatório.  
A praia quase não tem ondas e está lotada de lanchas, iates e jet skis. Existe até uma linha, formada por pequenas bóias, a uma distância de aproximadamente 15 metros da praia, responsável por dividir a área destinada aos banhistas e passando esta linha é onde circulam os veículos aquáticos.
- Praia Tabatinga

## Hospedagem
Na região da praia de Tabatinga há diversas pousadas e hotéis para hospedagem, com altos e baixos custos. Os principais locais de hospedagem são:
- Hotel Tabatinga-  Localizado a apenas 190 km de São Paulo, na Praia de Tabatinga, um dos mais belos destinos do litoral norte, o Costa Verde Tabatinga Hotel conta com o privilégio e a segurança de estar localizado dentro de um condomínio residencial privativo de alto padrão.
- Pousada Port Louis-  Este hotel de 4 estrelas, em Caraguatatuba, São Paulo, está a 250 metros da Praia da Tabatinga. Dispõe de um spa, um ginásio e uma piscina. O acesso Wi-Fi e o estacionamento privado estão disponíveis de forma gratuita.